# Thomas Steen
Anders Thomas Steen (* 8. června 1960, Grums) je bývalý švédský lední hokejista. Povětšinou nastupoval na postu středního útočníka. Se švédskou reprezentací získal stříbrnou medaili na mistrovstvích světa v letech 1981 a 1986. Na turnaji v roce 1986 se stal s osmi góly nejlepším střelcem. Má též jedno stříbro (1978) a dva bronzy (1979, 1980) ze šampionátu do 20 let. Se švédským klubem Färjestads BK, kde působil v sezóně 1980-81, se stal mistrem Švédska. Ve stejné sezóně byl vyhlášen nejlepším hráčem švédské ligy. Švédskou nejvyšší soutěž hrál ještě za Leksands IF (1976-1980). Po odchodu ze Švédska strávil 14 sezón v zámořské NHL, všechny v dresu Winnipeg Jets. Zaznamenal za tu dobu 817 kanadských bodů (z toho 264 gólů) v základní části a dalších 44 bodů (12 branek) ve Stanleyově poháru, což z něj činí 28. nejúspěšnějšího Evropana a 11. Švéda v dějinách NHL (k lednu 2024). Odehrál v základní části této soutěže 950 utkání, dalších 56 utkání přidal ve Stanley Cupu. V roce 1990 dostal Viking Award pro nejlepšího švédského hokejistu v Severní Americe. V roce 1995 Winnipeg Jets vyřadil k jeho poctě číslo 25 ze sady svých dresů. Po odchodu z NHL hrál ještě čtyři sezóny v německé nejvyšší soutěži, nejprve za Frankfurt Lions (1995-1996) a poté za Eisbären Berlin (1996-1999).
V lednu 2001 byl jmenován evropským skautem (hledačem talentů) týmu Minnesota Wild, později stejnou práci dělal i v zámoří. V Kanadě se pokusil i o politickou kariéru, kandidoval za Konzervativní stranu Kanady ve federálních volbách v roce 2008. V jednomandátovém volebním okrsku prohrál s představitelem levicové Nové demokratické strany Jimem Malowayem. Maloway dostal 45,77 procenta hlasů, Steen 40,74 procenta. Poté se Steen vrátil do Švédska, kde se věnoval trénování, ale politika ho znovu přitáhla zpět do Winnipegu, kde byl roku 2010 zvolen do městské rady. Funkci zastával do roku 2014, kdy prohrál volby. Výraznou roli v této porážce sehrál incident, kdy byl v květnu 2014 obviněn z domácího násilí. Během vyšetřování incidentu mu byl dán zákaz kontaktu s údajnou obětí, což v červenci 2014 porušil a v důsledku toho byl krátce uvězněn. V říjnu 2016 byl jeho případ odložen. Jeho syn Alexander Steen se stal rovněž úspěšným hokejistou.